# Bełogradczik (gmina)
Bełogradczik (bułg. Община Белоградчик)  − gmina w północno-zachodniej Bułgarii, w obwodzie Widyń.

## Miejscowości
Miejscowości wchodzące w skład gminy Bełogradczik:
- Bełogradczik (bułg.: Белоградчик) – siedziba gminy,
- Borowica (bułg.: Боровица),
- Cziflik (bułg.: Чифлик),
- Dybrawka (bułg.: Дъбравка),
- Graniczak (bułg.: Граничак),
- Granitowo (bułg.: Гранитово),
- Kraczimir (bułg.: Крачимир),
- Oszane (bułg.: Ошане),
- Praużda (bułg.: Праужда),
- Prołaznica (bułg.: Пролазница),
- Rabisza (bułg.: Рабиша),
- Rajanowci (bułg.: Раяновци),
- Sałasz (bułg.: Салаш),
- Sliwownik (bułg.: Сливовник),
- Stakewci (bułg.: Стакевци),
- Struindoł (bułg.: Струиндол),
- Wesztica (bułg.: Вещица),
- Wyrba (bułg.: Върба).